# Juan Labrín
Juan de la Cruz Labrín Baeza (24 de noviembre de 1956) es un deportista argentino que compitió en piragüismo en la modalidad de aguas tranquilas. Ganó dos medallas de bronce en los Juegos Panamericanos en los años 1987 y 1995.

## Palmarés internacional
| Juegos Panamericanos | Juegos Panamericanos          | Juegos Panamericanos | Juegos Panamericanos |
| Año                  | Lugar                         | Medalla              | Competición          |
| -------------------- | ----------------------------- | -------------------- | -------------------- |
| 1987                 | Indianápolis (Estados Unidos) | Medalla de bronce    | K4 1000 m            |
| 1995                 | Mar del Plata (Argentina)     | Medalla de bronce    | K4 1000 m            |